# Unión Chocó
Unión Chocó es la cabecera de la comarca indígena Emberá-Wounaan, en la provincia de Darién en Panamá. Está localizada en el distrito de Cémaco, del que es capital.
Esta cerca de la frontera con Colombia.